# Nérekhta
Nérekhta - Нерехта (rus) - és una ciutat de l'óblast de Kostromà, a Rússia.

## Història
Un poble anomenat Nérekhta ja era conegut a l'indret des del 1214, a la vora del riu Nérekhta. La vila conserva diverses esglésies construïdes al segle xvii. Des del segle xviii és un centre de fabricació d'icones. Nérektha també esdevingué un centre tèxtil, amb l'obertura de la primera fàbrica tèxtil de lli el 1761. Aconseguí l'estatus de ciutat el 1778